# Petra Dobner

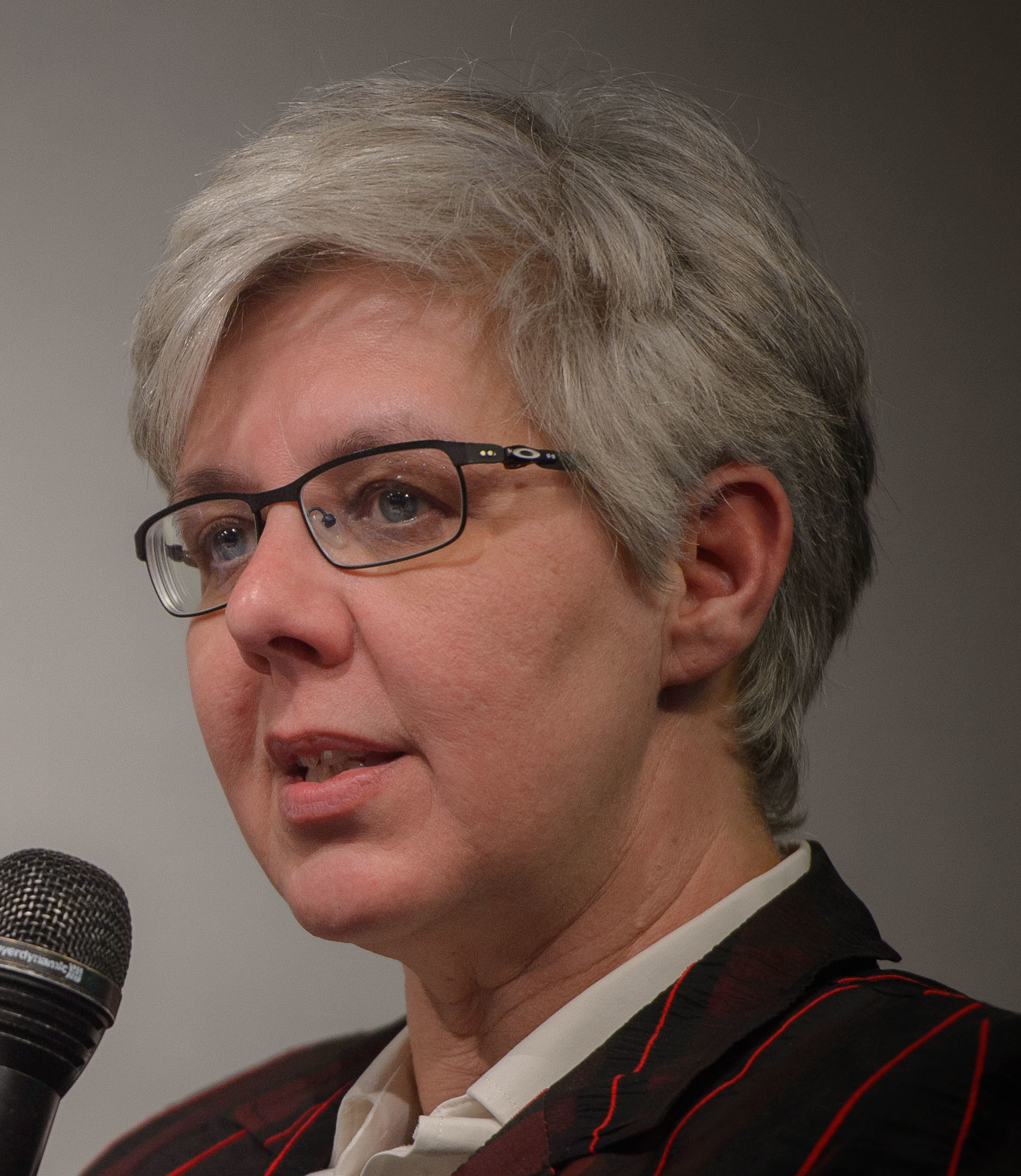
Petra Dobner, 2016

Petra Dobner (* 1964) ist eine deutsche Politikwissenschaftlerin, Hochschullehrerin und 2018–2020 Dekanin der Philosophischen Fakultät I der Martin-Luther-Universität Halle-Wittenberg.

## Leben
Von 1983 bis 1992 studierte sie Medizin, Philosophie und Politikwissenschaft an der FU Berlin. Sie machte ihren Abschluss als Diplompolitologin mit einer Arbeit über Erscheinungsformen der Macht bei Elias Canetti. Von 1992 bis 1994 war sie Mitarbeiterin der Stattbau GmbH, Berlin, und des EU-Projektes Armut 3 in Berlin-Friedrichshain. Von 1994 bis 1999 folgte eine Tätigkeit als wissenschaftliche Mitarbeiterin am Lehrstuhl für Politische Theorie der Universität Potsdam bei Heinz Kleger, wo sie auch 1999 mit einer Arbeit über „Konstitutionalismus als Politikform“ promoviert wurde. Zwischen 1999 und 2001 blieb sie als Habilitationsstipendiatin an der Universität Potsdam. Zu den Effekten staatlicher Transformation auf die Verfassung als Institution war sie 2001 von 2007 wissenschaftliche Assistentin am Lehrstuhl für Regierungslehre und Policy-Analyse der Martin-Luther-Universität Halle-Wittenberg (Inhaberin: Suzanne S. Schüttemeyer).  Nach der Habilitation 2007 über „Wasserpolitik. Zur politischen Theorie, Praxis und Kritik globaler Governance“ ging sie von 2007 bis 2008 als Fellow ans Wissenschaftskolleg zu Berlin, Schwerpunktgruppe „Konstitutionalismus jenseits des Nationalstaats“. Von 2008 bis 2010 vertrat sie Lehrstühle für Regierungslehre und Policyforschung an der Martin-Luther-Universität Halle-Wittenberg sowie Transnationales Regieren des „Exzellenzclusters 243: Herausbildung normativer Ordnungen“ an der TU Darmstadt und für Vergleichende Regierungslehre an der Christian-Albrechts-Universität zu Kiel. Von 2010 bis 2012 lehrte sie als Professorin für Politikwissenschaft, insbesondere Regierungslehre, an der Universität Hamburg. Seit 2012 ist sie in Nachfolge von Everhard Holtmann Inhaberin des Lehrbereichs Systemanalyse und Vergleichende Politikwissenschaft an der Martin-Luther-Universität Halle-Wittenberg.
Am 21. Oktober 2020 trat sie als Dekanin nach einem gescheiterten Berufungsverfahren zurück, welches vom Verwaltungsgericht Halle am 29. September 2020 gestoppt und in der Presse kontrovers diskutiert worden war. Dabei wurde die Medienberichterstattung kritisch als zu einseitig betrachtet, sodass z. B. die FAZ Richtigstellungen ihrer Artikel (Korrekturen zu in den Quellen und sowie in der Printversion der FAZ unter dem Titel „Neuanfang in Halle“ vom 25. November 2020) veröffentlichen musste.
Ihre Forschungsinteressen sind politische Steuerung (Governance), Wasserpolitik, transnationaler Konstitutionalismus und Transformation von Staatlichkeit.

## Schriften (Auswahl)
- Konstitutionalismus als Politikform. Zu den Effekten staatlicher Transformation auf die Verfassung als Institution. Nomos Verlagsgesellschaft, Baden-Baden 2002, ISBN 3-7890-8050-0 (zugleich Dissertation, Potsdam 1999).
- Neue soziale Frage und Sozialpolitik (= Elemente der Politik). VS Verlag für Sozialwissenschaften, Wiesbaden 2007, ISBN 3-531-15241-6.
- Bald Phoenix, bald Asche. Ambivalenzen des Staates (= Wagenbachs Taschenbücherei Band 623). Wagenbach, Berlin 2009, ISBN 978-3-8031-2623-8.
- Wasserpolitik. Zur politischen Theorie, Praxis und Kritik globaler Governance (= Suhrkamp-Taschenbuch Wissenschaft Band 1958). Suhrkamp, Berlin 2010, ISBN 978-3-518-29558-8.
- Quer zum Strom. Eine Streitschrift über das Wasser. Wagenbach, Berlin 2013, ISBN 978-3-8031-3647-3.